# Goustranville
Goustranville est une commune française, située dans le département du Calvados en région Normandie, peuplée de 327 habitants.

## Géographie

### Localisation
Goustranville est une commune du pays d'Auge située à 5 kilomètres de Dozulé, 20 kilomètres de Caen et 25 kilomètres de Lisieux. Le village est situé à proximité du littoral de la Manche (à 8 kilomètres de Dives-sur-Mer). La Dives traverse la commune.
| Varaville    | Brucourt      | Cricqueville-en-Auge |
| Basseneville | Goustranville | Putot-en-Auge        |
| Basseneville | Putot-en-Auge | Putot-en-Auge        |

### Hydrographie
La commune est située dans le bassin Seine-Normandie. Elle est drainée par la Dives, le Grand Canal, le canal Oursin et le fossé 01 du Lieu du Marais,,.
La Dives, d'une longueur de 105 km, prend sa source dans la commune de Gouffern en Auge et se jette  dans la baie de Seine en limite de Cabourg et de Dives-sur-Mer, après avoir traversé 34 communes. 
Le Grand Canal, un canal, chenal et un cours d'eau naturel non navigable d'une longueur de 15 km, prend sa source dans la commune de Hotot-en-Auge et se jette  dans la Dives à Périers-en-Auge, après avoir traversé six communes. 
Le canal Oursin, un canal, chenal et un cours d'eau naturel non navigable d'une longueur de 17 km, prend sa source dans la commune d'Émiéville et se jette  dans le Grand Canal à Brucourt, après avoir traversé sept communes. 

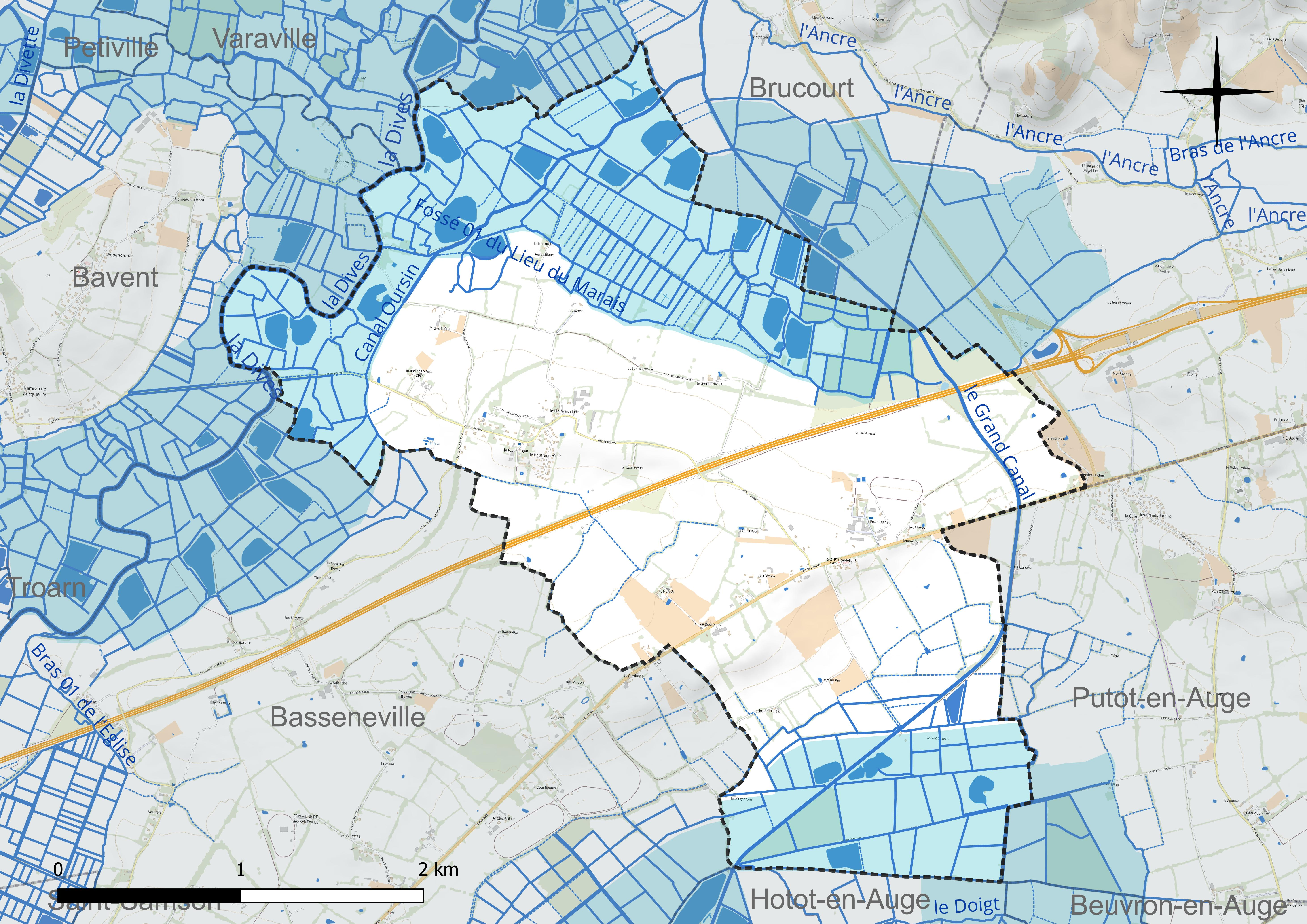
Réseau hydrographique de Goustranville.

### Climat
Pour des articles plus généraux, voir Climat de la Normandie et Climat du Calvados.
En 2010, le climat de la commune est de type climat océanique altéré, selon une étude du CNRS s'appuyant sur une série de données couvrant la période 1971-2000. En 2020, Météo-France publie une typologie des climats de la France métropolitaine dans laquelle la commune est exposée à un climat océanique et est dans la région climatique  Normandie (Cotentin, Orne), caractérisée par une pluviométrie relativement élevée (850 mm/a) et un été frais (15,5 °C) et venté. Parallèlement le GIEC normand, un groupe régional d'experts sur le climat, différencie quant à lui, dans une étude de 2020, trois grands types de climats pour la région Normandie, nuancés à une échelle plus fine par les facteurs géographiques locaux. La commune est, selon ce zonage, exposée à un « climat des plateaux abrités », correspondant à la plaine agricole de Caen à Falaise, sous le vent des collines de Normandie et proche de la mer, se caractérisant par une pluviométrie et des contraintes thermiques modérées.
Pour la période 1971-2000, la température annuelle moyenne est de 10,8 °C, avec une amplitude thermique annuelle de 12,2 °C. Le cumul annuel moyen de précipitations est de 720 mm, avec 11,7 jours de précipitations en janvier et 7,7 jours en juillet. Pour la période 1991-2020, la température moyenne annuelle observée sur la station météorologique la plus proche, située sur la commune d'Argences à 11 km à vol d'oiseau, est de 11,6 °C et le cumul annuel moyen de précipitations est de 742,9 mm,. Pour l'avenir, les paramètres climatiques de la commune estimés pour 2050 selon différents scénarios d'émission de gaz à effet de serre sont consultables sur un site dédié publié par Météo-France en novembre 2022.

## Urbanisme

### Typologie
Au 1er janvier 2024, Goustranville est catégorisée commune rurale à habitat très dispersé, selon la nouvelle grille communale de densité à 7 niveaux définie par l'Insee en 2022.
Elle est située hors unité urbaine. Par ailleurs la commune fait partie de l'aire d'attraction de Dives-sur-Mer, dont elle est une commune de la couronne,. Cette aire, qui regroupe 12 communes, est catégorisée dans les aires de moins de 50 000 habitants,.

### Occupation des sols
L'occupation des sols de la commune, telle qu'elle ressort de la base de données européenne d'occupation biophysique des sols Corine Land Cover (CLC), est marquée par l'importance des territoires agricoles (90,7 % en 2018), en diminution par rapport à 1990 (92,8 %). La répartition détaillée en 2018 est la suivante : 
prairies (65,3 %), terres arables (20,5 %), zones humides intérieures (5,6 %), zones agricoles hétérogènes (4,9 %), milieux à végétation arbustive et/ou herbacée (3,5 %), eaux continentales (0,2 %). L'évolution de l'occupation des sols de la commune et de ses infrastructures peut être observée sur les différentes représentations cartographiques du territoire : la carte de Cassini (XVIIIe siècle), la carte d'état-major (1820-1866) et les cartes ou photos aériennes de l'IGN pour la période actuelle (1950 à aujourd'hui).

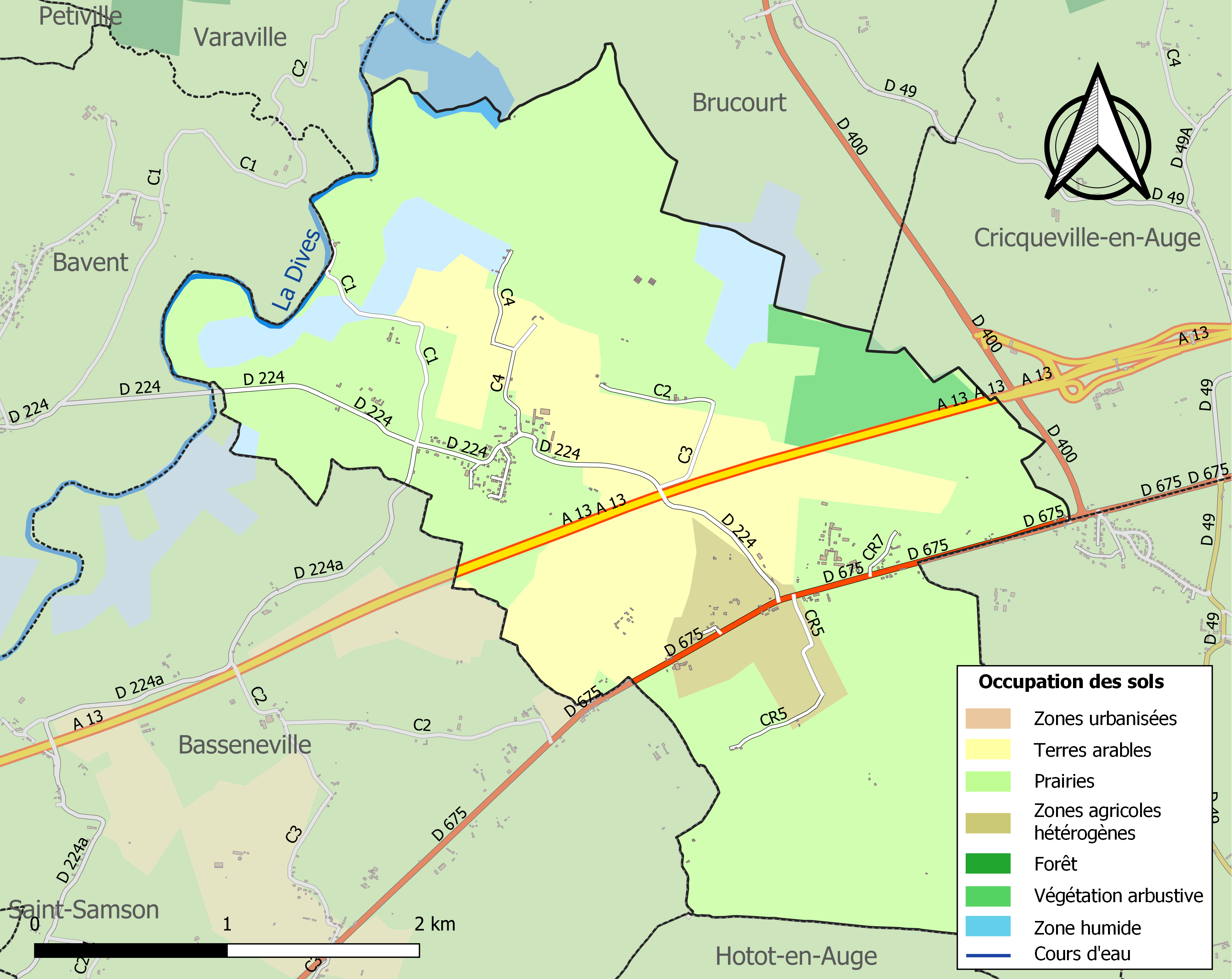
Carte des infrastructures et de l'occupation des sols de la commune en 2018 (CLC).

## Toponymie
Le nom de la localité est attesté sous les formes Gotrainvilla en 1198 (Magni rotuli, p. 29) ; Gotranvilla vers 1210 (FPA) ; Gotrainville (BMR, g 35 f° 17) / Goutranvilla au XIVe siècle (pouillé de Lisieux, p. 80) ; Goutranville en 1387 (tab. d'argences) ; Gotranville en 1403 (aveux d'Harcourt) ; Goutranville en 1761 (état de la généraux de Rouen).
Il s'agit d'une formation toponymique en -ville précédée d'un anthroponyme germanique.  Albert Dauzat propose un composé germanique Gozzo-ramnus de même étymologie qu'il latinise, ce nom de personne qui semble hypothétique devrait être précédé d'une astérisque *Gozzoramnus.
Remarque : Il existe le nom de personne anglo-scandinave Godram, qui semble attesté, combinaison des éléments god (vieux norois guð, goð) « dieu » et hraven (hrafn) « corbeau », devenu -ram en seconde position comme dans le nom anglais Ingram (forme du français Enguerrand > Engrand, Ingrand) et plus généralement germanique Bertram > Bertrand.
Le gentilé est Goustranvillais.

## Histoire
Une petite agglomération gallo-romaine, dites de bord de voie, y a été repérée, et où l'on a distinguée plusieurs espaces bien sectorisés dédiés à la forge, la boucherie, le tissage ou la meunerie. Sa création, dans la basse vallée de la Dives, est contemporaine de la voie de Bayeux à Lillebonne, dans la première moitié du Ier siècle.
En 1827, la commune de Saint-Clair-de-Basseneville est rattachée à Goustranville.
La commune est le lieu de combats le 19 et 20 août 1944 lors de la bataille de Normandie. La 1st Special Service Brigade britannique commandée par le général Derek Mills-Roberts, appuyée par des membres des commandos Kieffer lance une attaque victorieuse pour prendre les collines de l'Auge. Une stèle rappelle ces combats.

## Politique et administration
| Période                                  | Période   | Identité         | Étiquette | Qualité      |
| ---------------------------------------- | --------- | ---------------- | --------- | ------------ |
| ?                                        | 2000      | Jacques Delaunay |           |              |
| novembre 2000                            | mars 2014 | Michel Letirand  | SE        | Retraité EDF |
| mars 2014                                | En cours  | Nadia Blin       | SE        | Comptable    |
| Les données manquantes sont à compléter. |           |                  |           |              |

Le nombre d'habitants, au dernier recensement, étant compris entre 100 et 499, le nombre de membres du conseil municipal est de 11.

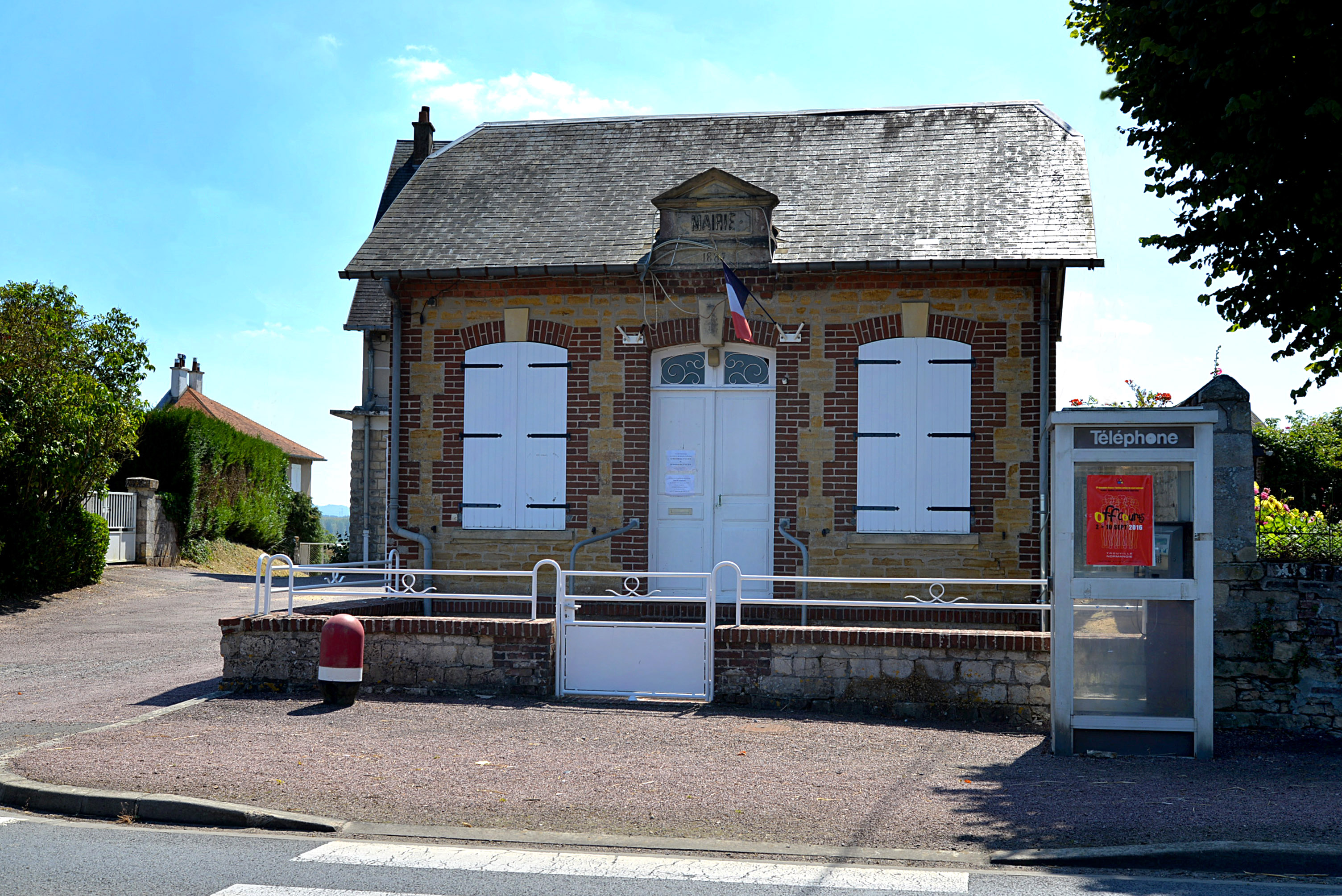
La mairie.

## Démographie
L'évolution du nombre d'habitants est connue à travers les recensements de la population effectués dans la commune depuis 1793. Pour les communes de moins de 10 000 habitants, une enquête de recensement portant sur toute la population est réalisée tous les cinq ans, les populations de référence des années intermédiaires étant quant à elles estimées par interpolation ou extrapolation. Pour la commune, le premier recensement exhaustif entrant dans le cadre du nouveau dispositif a été réalisé en 2005.
En 2022, la commune comptait 327 habitants, en évolution de +77,72 % par rapport à 2016 (Calvados : +1,58 %, France hors Mayotte : +2,11 %).
| 1793 | 1800 | 1806 | 1821 | 1831 | 1836 | 1841 | 1846 | 1851 |
| ---- | ---- | ---- | ---- | ---- | ---- | ---- | ---- | ---- |
| 112  | 115  | 115  | 108  | 336  | 306  | 298  | 276  | 273  |

| 1856 | 1861 | 1866 | 1872 | 1876 | 1881 | 1886 | 1891 | 1896 |
| ---- | ---- | ---- | ---- | ---- | ---- | ---- | ---- | ---- |
| 256  | 243  | 267  | 238  | 239  | 218  | 216  | 202  | 223  |

| 1901 | 1906 | 1911 | 1921 | 1926 | 1931 | 1936 | 1946 | 1954 |
| ---- | ---- | ---- | ---- | ---- | ---- | ---- | ---- | ---- |
| 193  | 230  | 216  | 169  | 182  | 163  | 174  | 136  | 185  |

| 1962 | 1968 | 1975 | 1982 | 1990 | 1999 | 2005 | 2006 | 2010 |
| ---- | ---- | ---- | ---- | ---- | ---- | ---- | ---- | ---- |
| 153  | 140  | 137  | 181  | 181  | 187  | 182  | 177  | 188  |

| 2015 | 2020 | 2022 | - | - | - | - | - | - |
| ---- | ---- | ---- | - | - | - | - | - | - |
| 181  | 301  | 327  | - | - | - | - | - | - |

## Économie
L'École nationale vétérinaire d'Alfort y dispose d'un site consacré au cheval, le pôle équin normand, avec le centre d'imagerie et de recherche sur les affections locomotrices équines (CIRALE).

## Culture locale et patrimoine

### Lieux et monuments
- Église Notre-Dame (XIIe siècle).

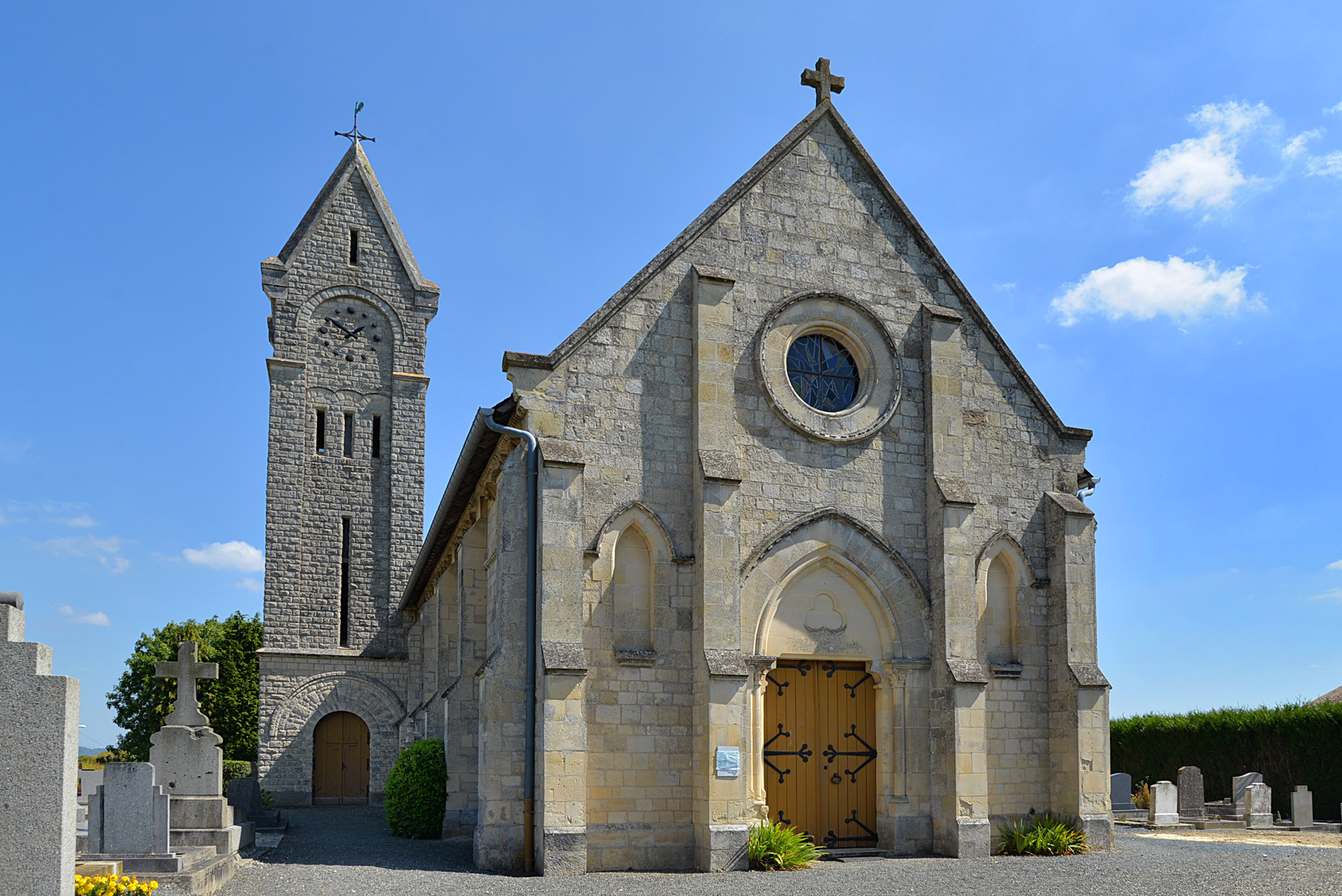
L'église Notre-Dame.

- Manoir du hameau Saint-Clair (privé).
- Manoir, lieu-dit le Manoir (privé).

### Personnalités liées à la commune
- Famille du Moustier de Canchy, seigneurs de Goustranville et de la Motte.

### Héraldique
| Blason de Goustranville | Blason  | D'azur à trois chevrons d'argent et à six roseaux à massette de tenné, tigés et feuillés de sinople, empoignés par trois, les massettes ordonnées en chevron renversé, brochant, au chef ondé d'or chargé d'un caducée de vétérinaire de sable accosté de deux chevaux gais, cabrés et affrontés de gueules. |
| Blason de Goustranville | Détails | Les chevrons sont repris des armes de la famille Moustier de Canchy, le bleu représente le fleuve de la Dives et les roseaux symbolisent les marais de la commune ; enfin, le caducée et les chevaux évoquent le pôle équin (CIRALE). Adopté en 2022.                                                        |